# Шекснинська ГЕС
Ше́кснинська гідроелектроста́нція (Черепове́цька ГЕС) — ГЕС на річці Шексні у Вологодський області, біля селища Шексна. Входить до складу Волго-Балтійського каналу.

## Загальні відомості
Будівництво ГЕС почалося в 1958 р., закінчилося в 1966 р. (будівництво другої черги відбувалося в 1973 — 1975 рр.). ГЕС побудовано за русловою схемою. Склад споруд ГЕС:
- земляна гребля завдовжки 808 м і найбільшою висотою 21 м;
- земляна дамба завдовжки 278 м;
- двонитковий однокамерний судноплавний шлюз;
- будівля ГЕС, поєднана з поверхневим водозливом.

Потужність ГЕС — 84 МВт, середньорічне вироблення — 125 млн кВт·год. У суміщеній будівлі ГЕС розміщено 4 горизонтальні капсульні гідроагрегати, що працюють при розрахунковому натиску 11 м: 2 гідроагрегати потужністю по 22 МВт і 2 гідроагрегати потужністю по 20 МВт. Гідроелектростанція унікальна за своєю конструкцією, капсульні гідроагрегати вмонтовані безпосередньо у водозлив. Напірні споруди ГЕС (довжина напірного фронту 1,2 км) утворюють велике Шекснинське водосховище, що містить у собі Біле озеро. Площа водосховища 1670 км², повна і корисний об'єм 6,6 і 1,85 км³. При створенні водосховища було затоплено 25,1 тис. га сільгоспугідь, перенесено 7751 будову.
Шекснинська ГЕС спроєктована інститутом «Ленгідропроект».

## Економічне значення
Вироблення електроенергії для Шекснинського гідровузла другорядним завданням, головним чином гідровузол призначений для забезпечення судноплавства по Волго-Балтійському каналу, будучи його сьомим ступенем.
Шекснинська ГЕС експлуатується Волго-Балтійським державним басейновим управлінням водних шляхів і судноплавства, що входять у Мінтранс Росії.

## Історія будівництва
- Червень 1963 — початок наповнення Шекснинського водосховища;
- 1964 — початок будівництва ГЕС;
- 1965 — введення першого гідроагрегату;
- 1966 — введення другого гідроагрегату;
- 1973 — початок будівництва другої черги ГЕС;
- 1974 — введення третього гідроагрегату;
- 1975 — введення четвертого гідроагрегату;
- 2 січня 1975 — гідровузол прийнятий до промислової експлуатації;
- 1980 — розпочато будівництво другої нитки шлюзів;
- 1990 — введена в дію друга нитка шлюзів.

## Галерея

Схема Шекснинської ГЕС
Розріз Шекснинської ГЕС